# Inadekvat ADH-sekretion
Inadekvat ADH-sekretion (förkortas SIADH av eng. Syndrome of Inappropiate ADH secretion) är en endokrin sjukdom som karakteriseras av ökad ADH-produktion, och beror på att osmoregleringen inte fungerar. 
ADH, antidiuretiskt hormon, även benämnt vasopressin, ökar vätskereabsorptionen i samlingsrören; detta sker genom att öka permeabilitetet i aquaporin 2 (AQP-2) i slyngan vilket gör att mer vatten kan passera ut i interstitiet från tubuli. ADH ökar även transkriptionen av aquaporin-genen. Om ADH-produktionen är förhöjd gör detta att för lite vatten utsöndras i urinen och att halten av natrium, osmolaliteten i plasma blir låg. SIADH kan ge trötthet, illamående, huvudvärk och kräkningar samt kramper. Låga natrium- och kaliumvärden kan ge misstanke om SIADH. Vanlig behandling är ett kontrollerat vätskeintag.

## Orsaker
Några vanliga orsaker till SIADH inkluderar (listan är ej komplett):
- Huvudskador
  - Hjärnblödning
- Cancer
  - Lungcancer
- Infektioner
  - Hjärnabscesser
  - Lunginflammation
  - Lungabscesser
- Läkemedel
  - Tioridazin
  - Cyklofosfamid
  - Karbamazepin
  - Selektiva serotoninåterupptagshämmare (SSRI:s, en grupp av antidepressivmedel)
  - Ecstasy (anges som en SIADH på grund av att intagandet av Ecstasy angavs som en faktor vid Leah Betts död)